# Street Angel
A Street Angel 1928-ban bemutatott amerikai filmdráma, amelyet Frank Borzage rendezett. A produkciót három Oscar-díjra jelölték, melyből egyet nyert meg. A film Monckton Hoffe Lady Cristilanda című színművén alapszik.
A film Janet Gaynor azon három filmje közé tartozik, A hetedik mennyország és a  Virradat mellett, melyért Oscar-díjjal jutalmazták 1929-ben. A legjobb operatőr és díszlettervező kategóriában viszont 1930-ban jelölték. Ezzel a Street Angel a filmtörténelem egyetlen olyan filmje lett, amely Oscar-jelölést kapott két különböző évben, és nem idegen nyelvű produkció.

## Szereplők
| Színész            | Karakter |
| ------------------ | -------- |
| Janet Gaynor       | Angela   |
| Charles Farrell    | Gino     |
| Alberto Rabagliati | Rendőr   |
| Henry Armetta      | Mascetto |
| Louis Liggett      | Beppo    |
| Milton Dickinson   | Bimbo    |
| Helena Herman      | Andrea   |
| Natalie Kingston   | Lisetta  |

## Fordítás
Ez a szócikk részben vagy egészben  a   Street_Angel (1928 film) című angol Wikipédia-szócikk fordításán alapul.  Az eredeti cikk szerkesztőit annak laptörténete sorolja fel. Ez a jelzés csupán a megfogalmazás eredetét és a szerzői jogokat jelzi, nem szolgál a cikkben szereplő információk forrásmegjelöléseként.